# 溝口烈
溝口 烈（みぞぐち たけし）は、日本の実業家。読売新聞大阪本社代表取締役社長。

## 来歴・人物
熊本県出身。慶應義塾大学法学部卒業後、1983年読売新聞社入社。読売新聞東京本社広報部長などを経て、2014年取締役編集局長、2015年常務、2016年専務。2017年6月杉山美邦の後を受けて読売新聞大阪本社社長に就任。